# Hubert Ney

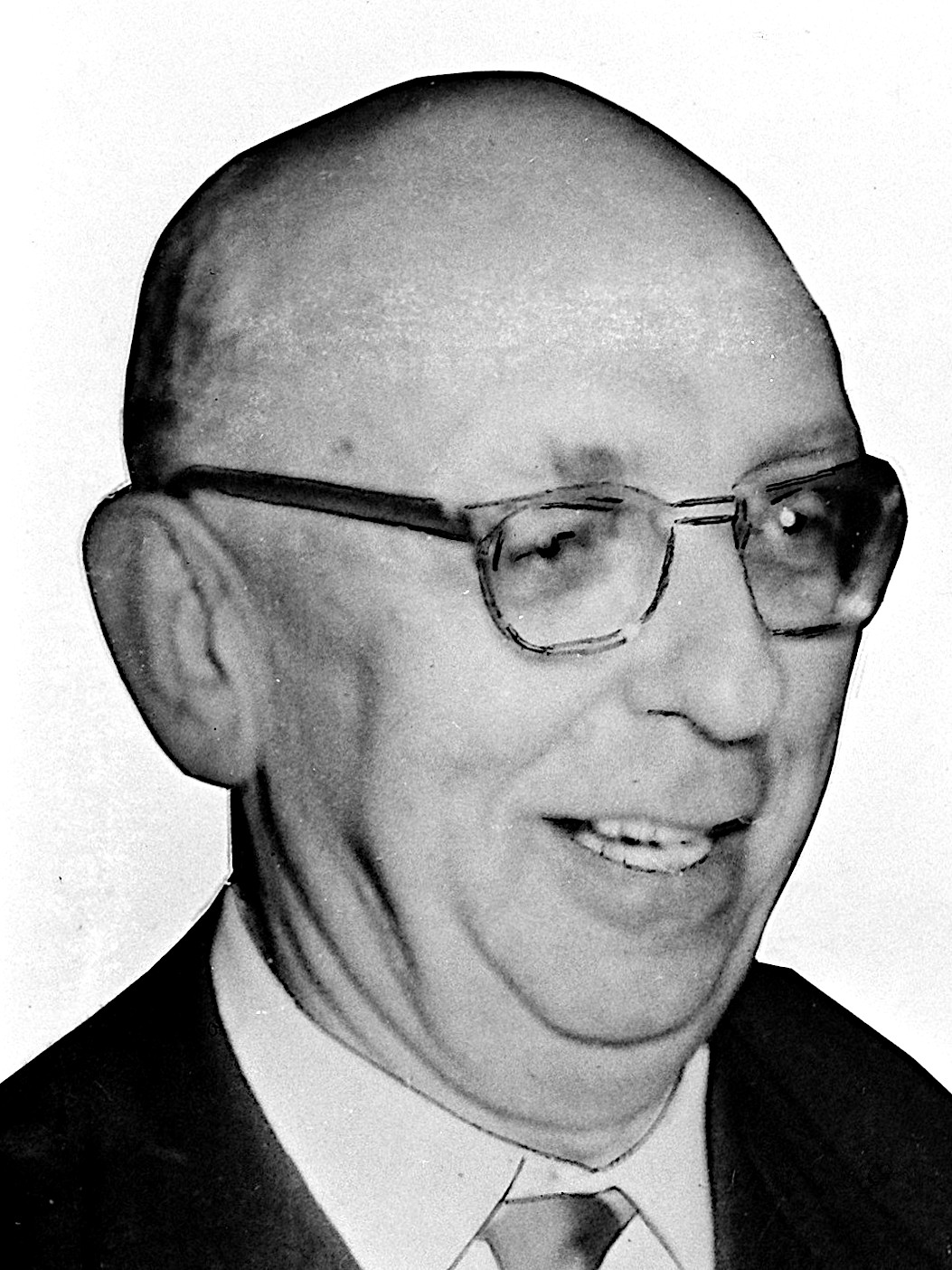
Hubert Ney

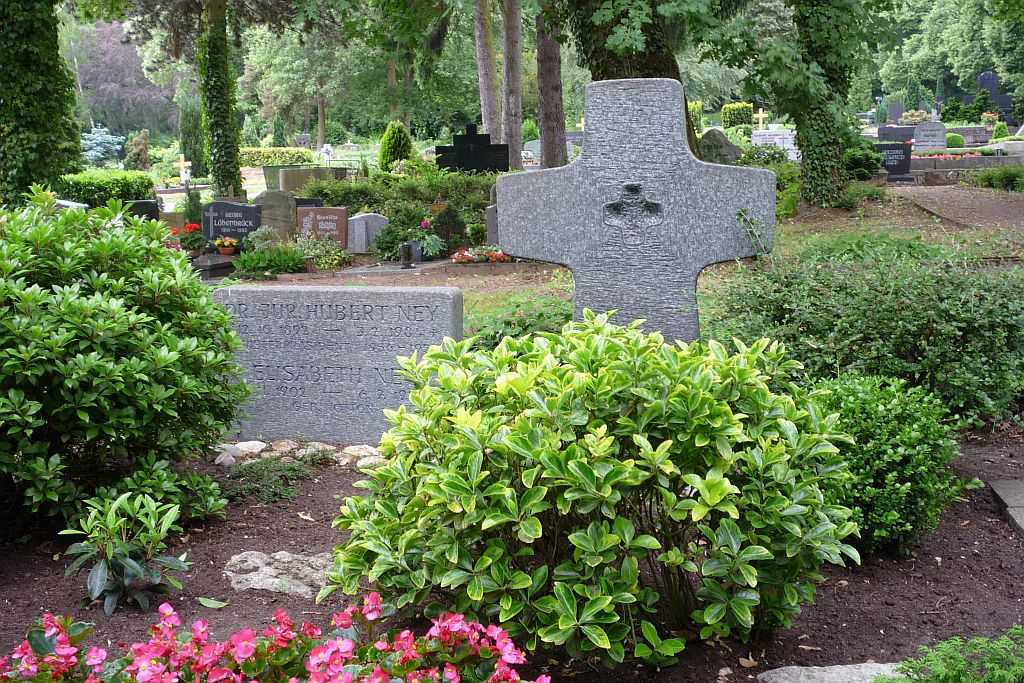
Grab von Hubert Ney in Saarlouis

Hubert Ney (* 12. Oktober 1892 in Saarlouis; † 3. Februar 1984 ebenda) war ein deutscher Politiker (Zentrum, CVP, CDU, CNG).

## Leben
Hubert Ney studierte Rechtswissenschaft in Freiburg, München und Bonn. Das Studium wurde durch seinen Einsatz im Ersten Weltkrieg unterbrochen. Bei seinem Dienst im Deutschen Expeditionskorps verlor er 1918 seinen rechten Arm. Nach dem Krieg nahm er sein Studium in Heidelberg wieder auf und wurde bei K.St.V Palatia Heidelberg im KV aktiv. Er promovierte und ließ sich in seiner Heimatstadt Saarlouis als Rechtsanwalt nieder. 1920 trat er in die Zentrumspartei ein. Bei der Volksabstimmung am 13. Januar 1935 warb er für eine Rückgliederung des Saargebietes an das Deutsche Reich.
1946 gründete er zusammen mit Johannes Hoffmann und anderen die Christliche Volkspartei des Saarlandes (CVP). Im Gegensatz zu Hoffmann setzte sich Ney aber wieder für eine Anbindung des Saarlandes an Deutschland ein. 1952 wurde er Vorsitzender der CDU Saar, die zu dieser Zeit jedoch verboten war. Bei der Volksabstimmung am 23. Oktober 1955 setzte er sich wie die anderen prodeutschen Politiker für eine Ablehnung des Europäischen Saarstatutes ein.
Nachdem das Saarstatut mit großer Mehrheit (67,7 %) abgelehnt worden war, trat noch in der Nacht des Abstimmungstages Johannes Hoffmann als Ministerpräsident zurück und Heinrich Welsch wurde Interimspräsident. Am 18. Dezember 1955 fanden Landtagswahlen statt, aus denen die CDU als stärkste Partei hervorging. Demzufolge wurde am 10. Januar 1956 Hubert Ney vom Saarländischen Landtag zum Ministerpräsidenten des Saarlandes gewählt. Er führte eine Heimatbundregierung, bestehend aus CDU, SPD und DPS (Kabinett Ney).
Am 1. Januar 1957 wurde das Saarland gemäß Artikel 23 Grundgesetz ein Bundesland der Bundesrepublik Deutschland. Ney war damit nacheinander sowohl Ministerpräsident des autonomen Saarlandes als auch des neuen Bundeslandes. Er trat am 4. Juni 1957 nach Streitigkeiten innerhalb der Koalition und mit der Bundespartei der CDU zurück, sein Nachfolger wurde Egon Reinert. 1959 trat Ney aus der CDU aus und gründete die Christlich-Nationale Gemeinschaft, die bei der Landtagswahl 1960 jedoch scheiterte.
1964 versuchte Hermann Schwann vergeblich, ihn für die national-neutralistische Aktionsgemeinschaft Unabhängiger Deutscher von August Haußleiter zu gewinnen. 1969 rief Ney zur Wahl der NPD auf.